# آپولونیا (ایلریا)
آپولونیا (آلبانیایی: Apolonia ; یونانی: Ἀπολλωνία κατ᾿ Ἐπίδαμνον یا Ἀπολλωνία πρὸς Ἐπίδαμνον، Apollonia kat 'Epidamnon یا Apollonia pros Epidamnon) یک شهر یونان باستان بود که در ساحل سمت راست رودخانه آووس واقع شده بود. ویرانه‌های آن در شهرستان فیر، جنب روستای پویانی (پولینا)، در آلبانی مدرن واقع شده‌است. آپولونیا در سال ۵۸۸ قبل از میلاد توسط استعمارگران یونانی از کورفو و کورینتوس در محلی که قبایل بومی ایلری در آن سکونت داشتند، تأسیس شد و شاید مهمترین آن شهر کلاسیک معروف به آپولونیا باشد. آپولونیا در دوره روم شکوفا شد و در مکتب مشهور فلسفی قرار داشت، اما از قرن ۳ میلادی شروع به نزول کرد که بندر آن در اثر زلزله از بین رفت و با پایان دوران باستان متأخر، رها شد.

## تاریخ
سایت آپولونیا در قلمرو تاولانتی، بخشی از قبایل ایلری قرار داشت که قرن‌ها از نزدیک درگیر این شهرک بودند و در کنار استعمارگران یونان زندگی می‌کردند. گفته می‌شود که این شهر در ابتدا پس از بنیانگذار آن، Gylax، به نام Gylakeia نامگذاری شده‌است اما بعداً این نام به افتخار خدای آپولون تغییر یافت. این تنها شهری نبود که برای خدای آپولو نامگذاری شده بود. ۲۴ شهر دیگر به نام آپولونیا وجود داشت، اما آپولونیا ایلریا مهمترین بود و به عنوان واسطه تجاری بین هلنیست‌ها و ایلری‌ها نقش اصلی را ایفا کرد. تخمین زده می‌شود که این شهر حدود ۶۰٬۰۰۰ نفر جمعیت داشته باشد.